# Tornaszentandrás
Tornaszentandrás ist eine ungarische Gemeinde im Kreis Edelény im Komitat Borsod-Abaúj-Zemplén.

## Geografische Lage
Tornaszentandrás liegt in Nordungarn, 46 Kilometer nördlich des Komitatssitzes Miskolc und 25 Kilometer nordöstlich der Kreisstadt Edelény an dem Bach Juhász-patak, der 2 Kilometer westlich des Ortes in den Fluss Bódva mündet. Nachbargemeinden sind Komjáti, Bódvalenke, Becskeháza, Tornabarakony, Bódvarákó und Bódvaszilas.

## Geschichte
Im Jahr 1907 gab es in der damaligen Kleingemeinde 115 Häuser und 458 Einwohner auf einer Fläche von 2728 Katastraljochen. Sie gehörte zu dieser Zeit zum Bezirk Torna im Komitat Abaúj-Torna.

## Sehenswürdigkeiten
- Römisch-katholische Kirche Szent András, ursprünglich im 12. Jahrhundert erbaut, im 14. Jahrhundert erweitert
- Kapelle Szent János,  griechisch-katholischen Ursprungs, erbaut im 18. Jahrhundert
- Römisch-katholisches Pfarrmuseum
- Heimatmuseum (Tájház)
- Weltkriegsdenkmal
- Höhlen, westlich des Ortes gelegen

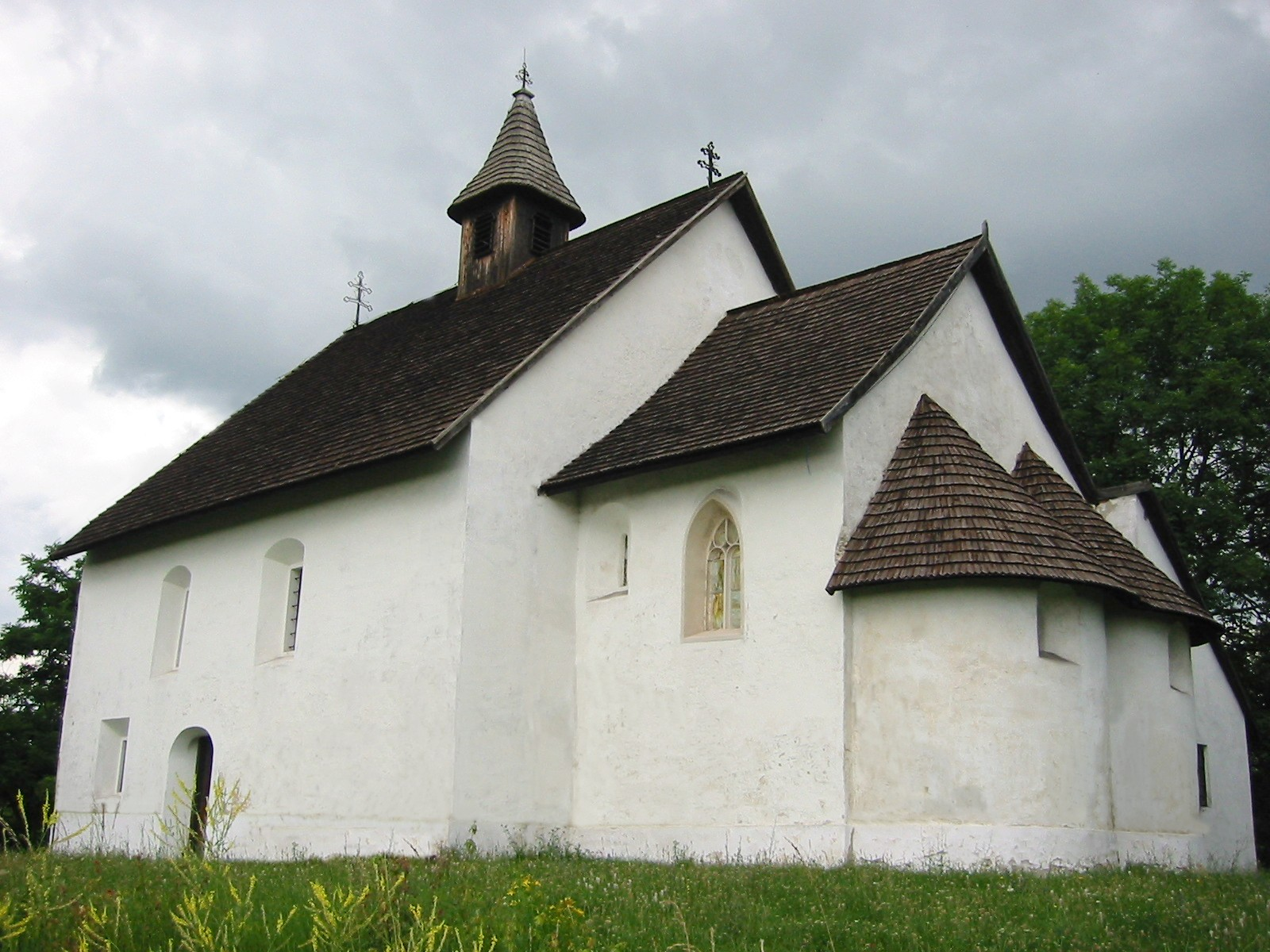
Römisch-katholische Kirche Szent András
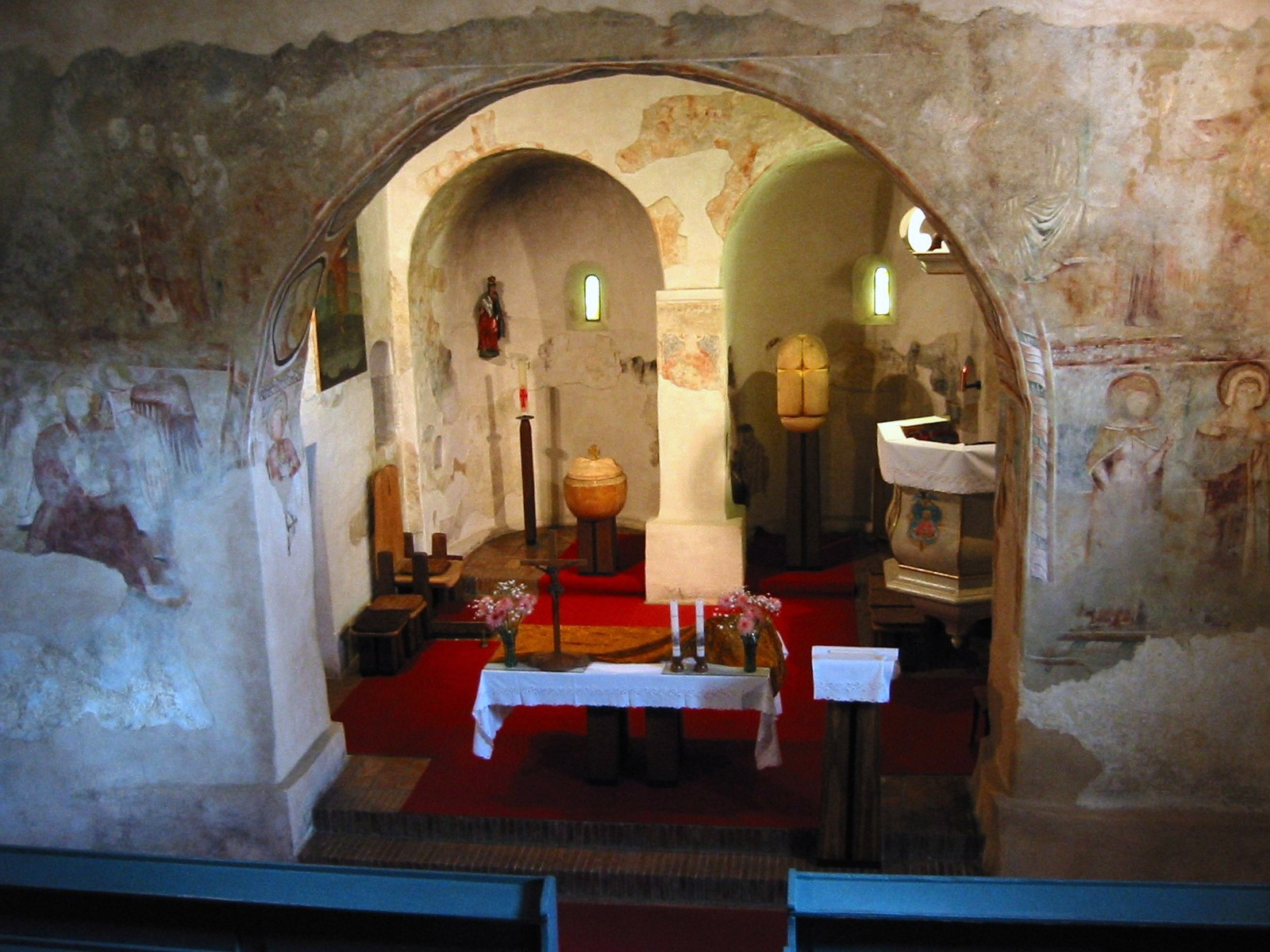
Innenraum der Kirche
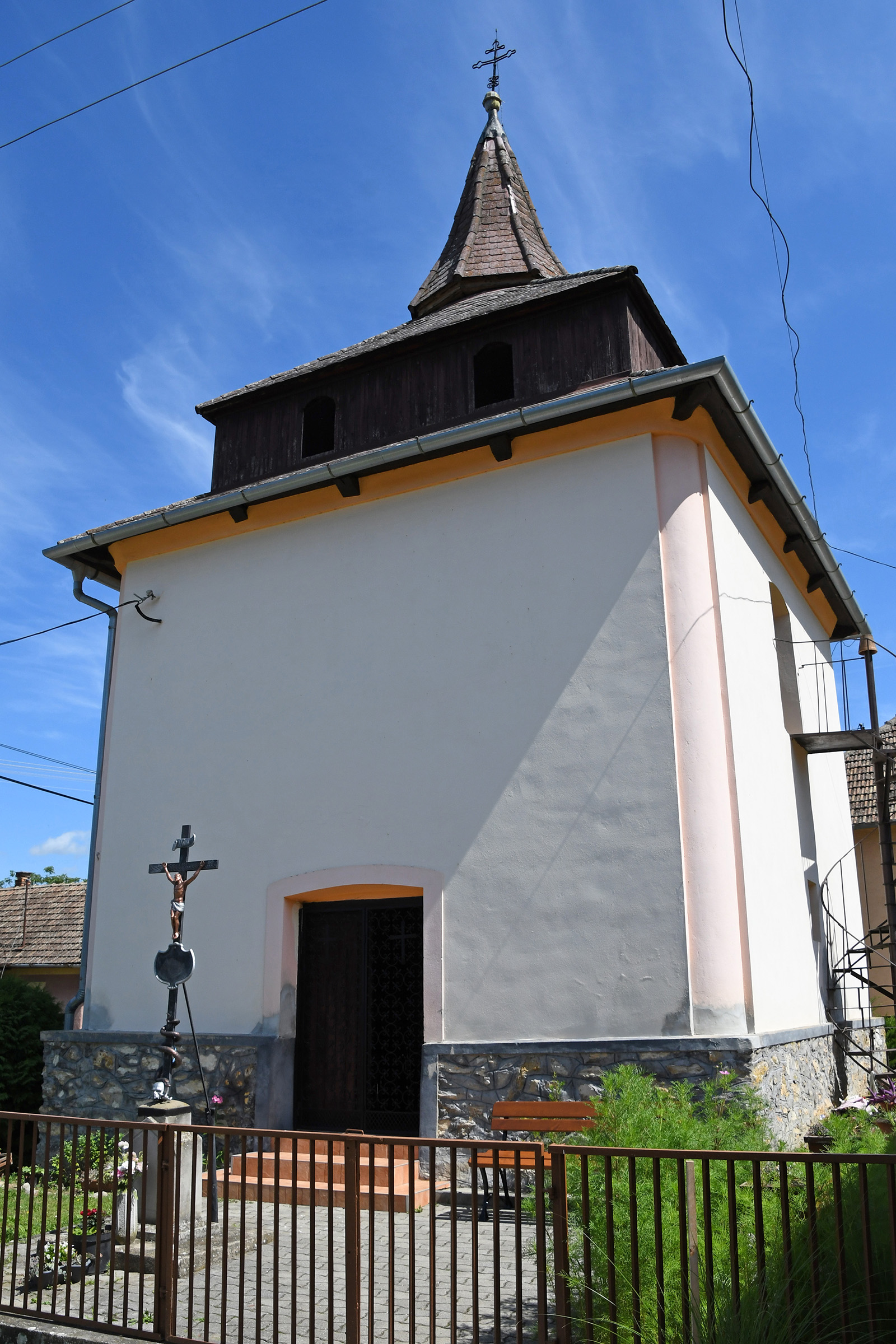
Kapelle Szent János
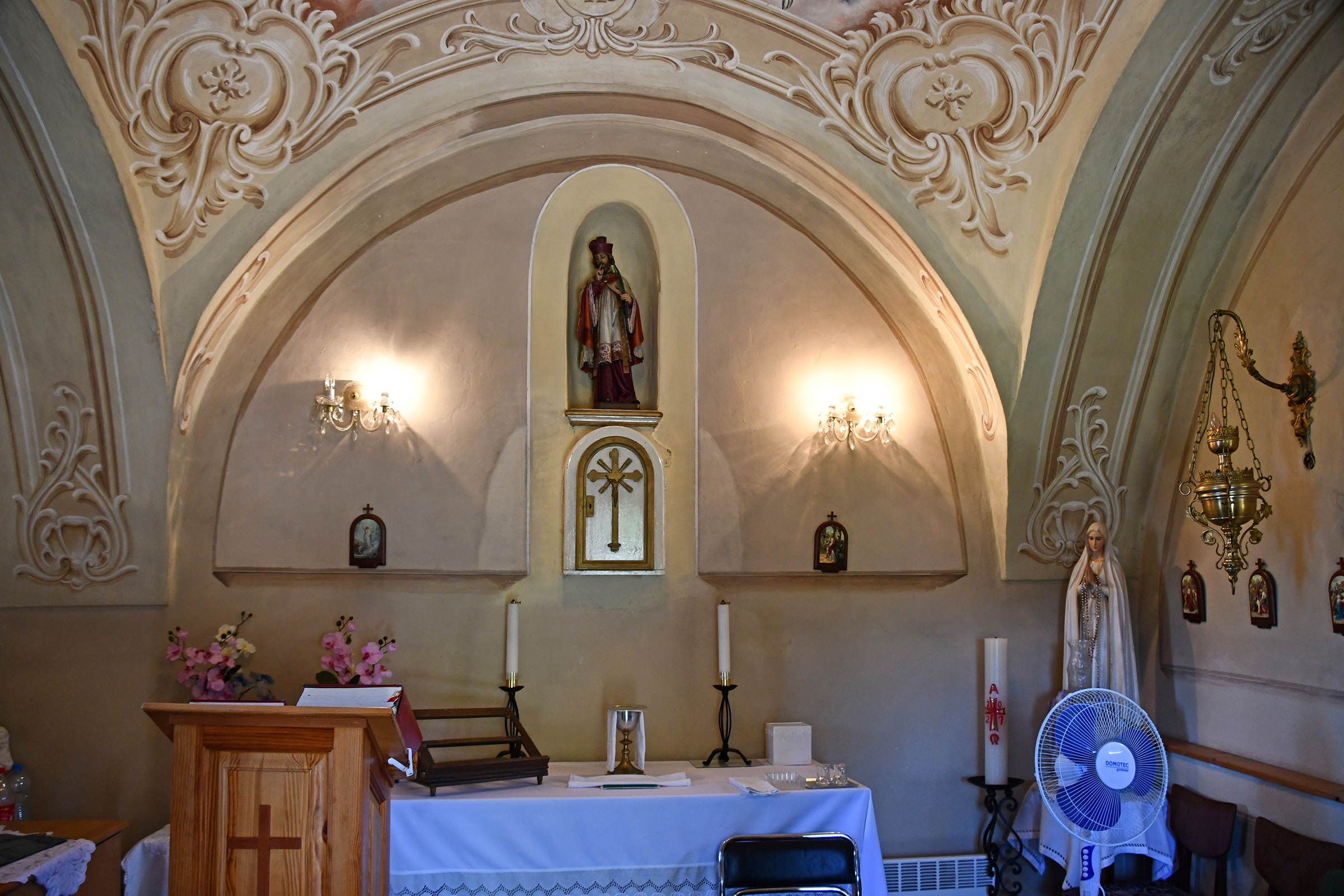
Innenraum der Kapelle mit Szent-Jamos-Statue
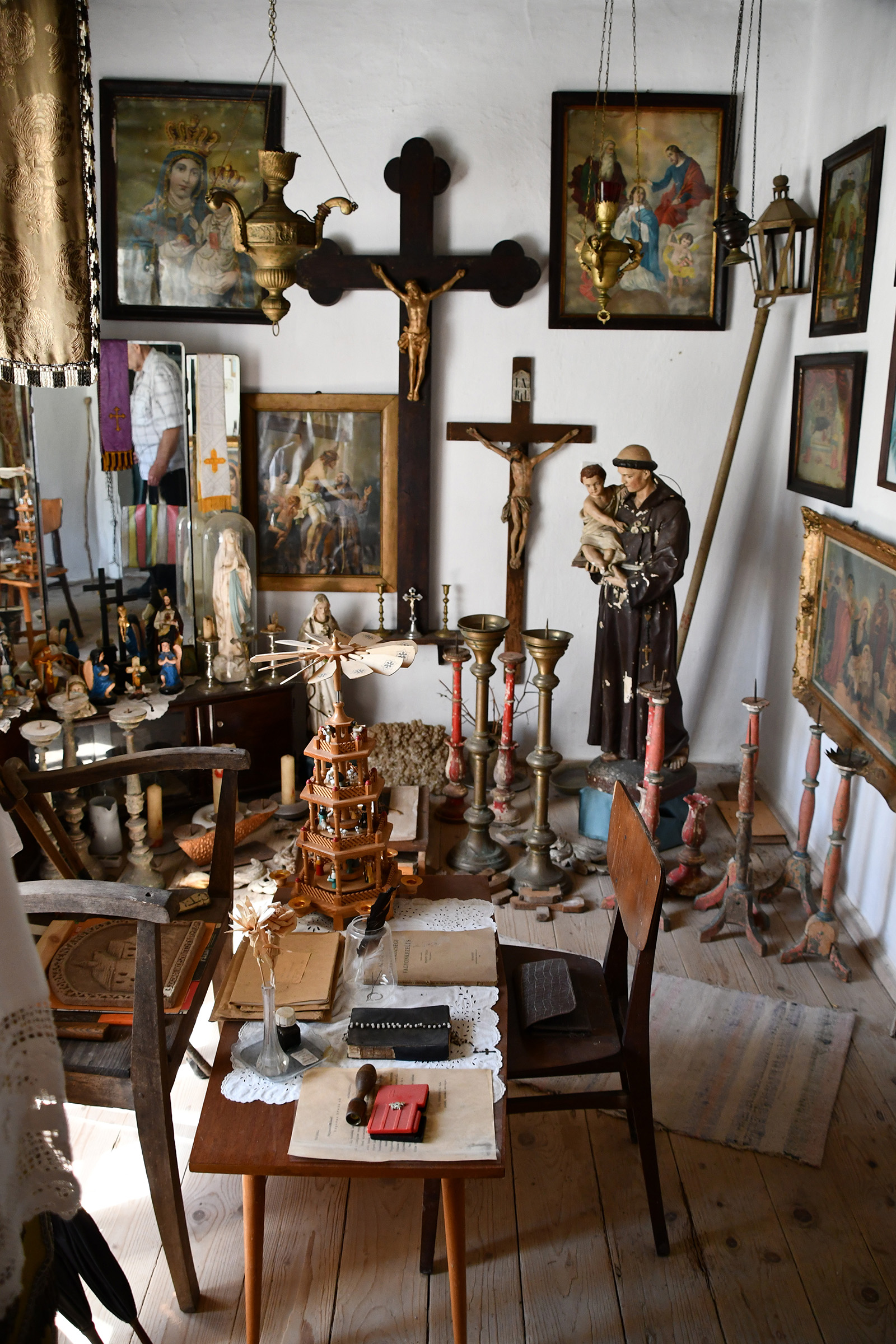
Römisch-katholisches Pfarrmuseum
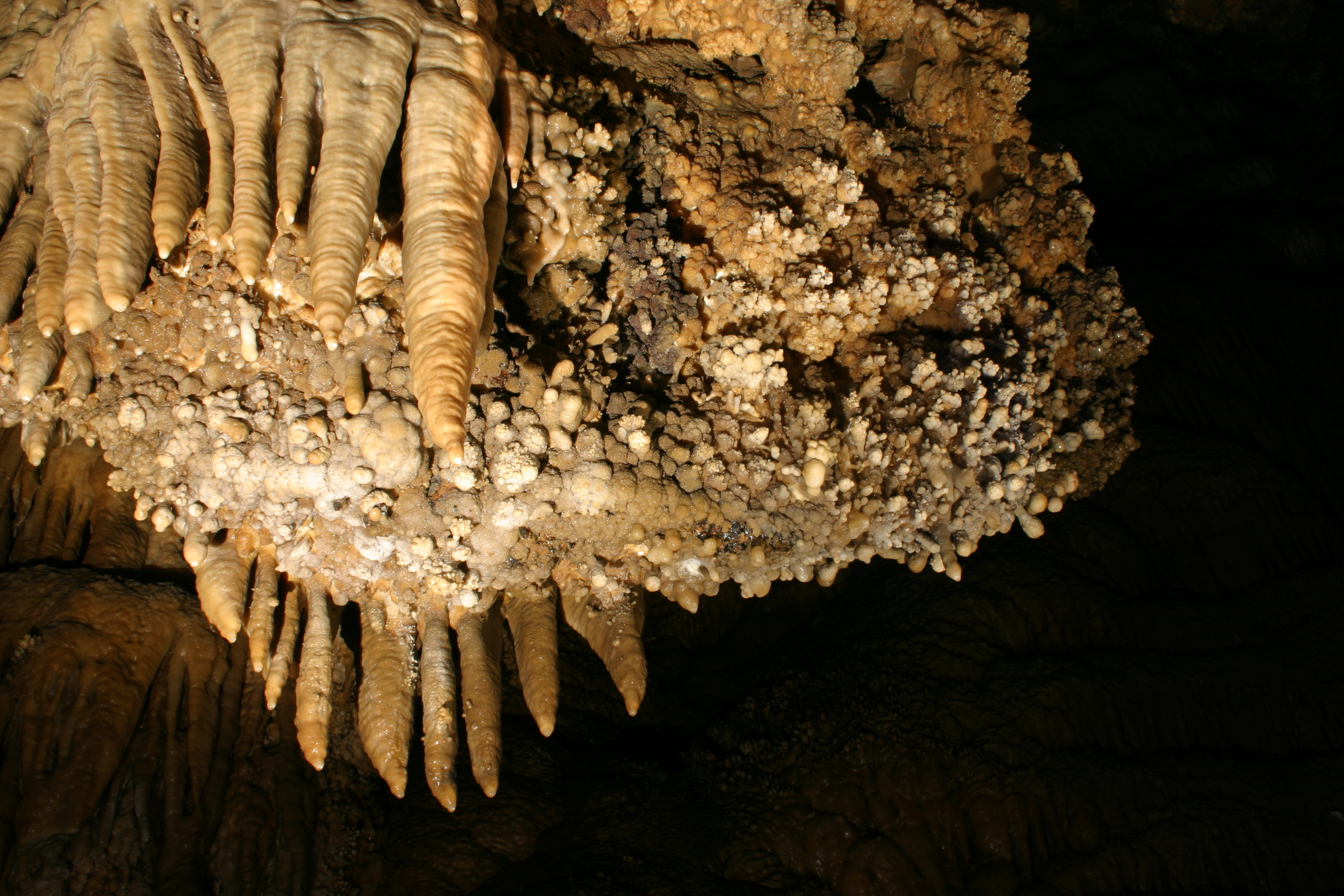
Speläotheme in der Rákóczi-Höhle

## Verkehr
Durch Tornaszentandrás verläuft die Nebenstraße Nr. 26118. Es bestehen Busverbindungen nach Komjáti, Bódvaszilas und Bódvarákó. Der nächstgelegene Bahnhof befindet sich vier Kilometer nordwestlich in Komjáti.